# Pochodnia

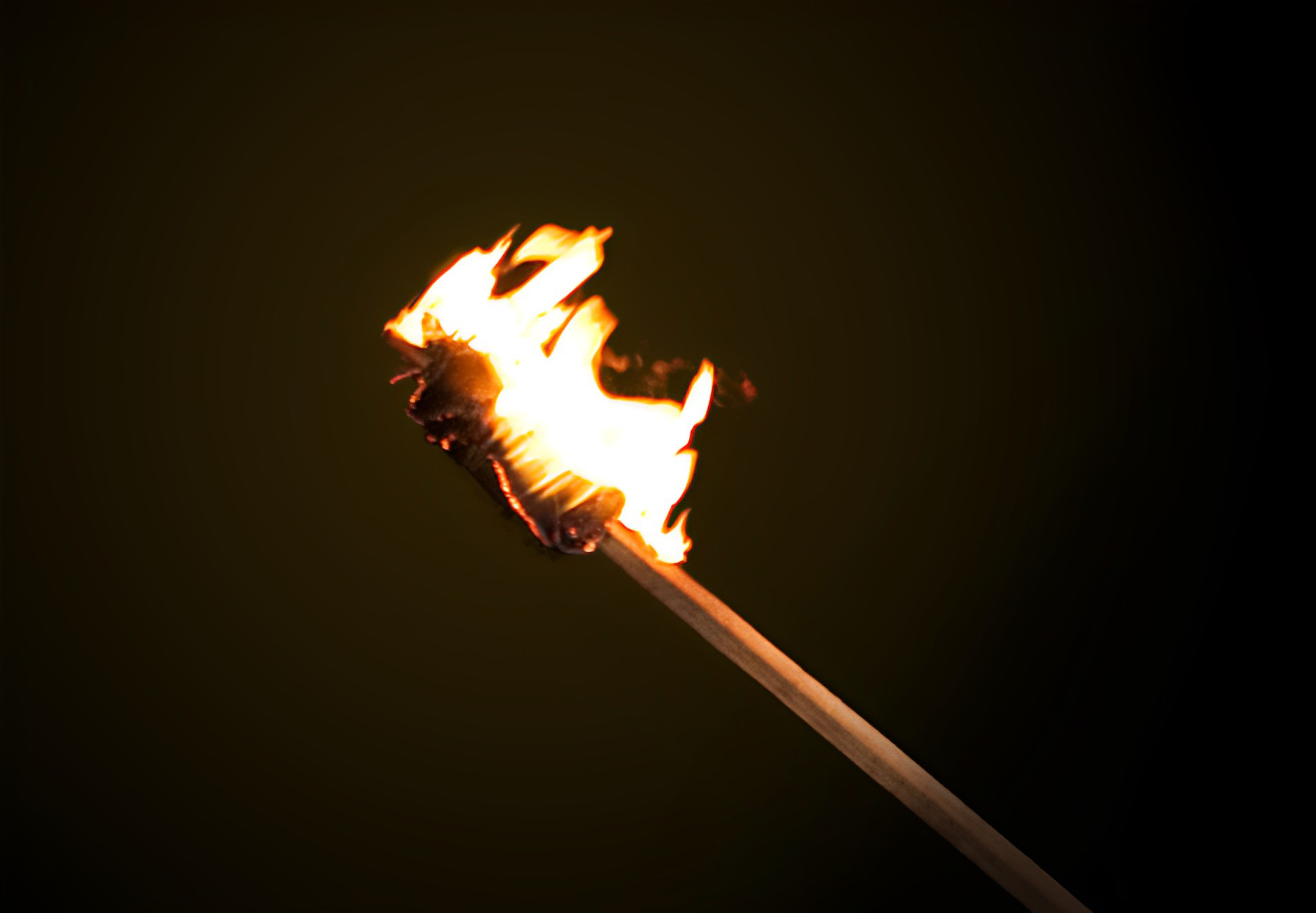
Płonąca pochodnia

Pochodnia – kij lub szczapa drewniana z jednym końcem obwiniętym łatwopalnym materiałem (np. lnianymi lub bawełnianymi włóknami, skręconymi szmatami, suchym chrustem, rózgami, sitowiem nasączonymi smołą lub tłuszczem itp.). Używana jako przenośne lub stałe źródło światła.

## Historia
Pochodnia używana była już w czasach starożytnych, jednym z pierwszych, w których była ona używana była Syria, gdzie używano jej już w VI wieku p.n.e. Pierwowzorem jej było łuczywo.
W XVIII w. w Warszawie działali latarnicy, którzy odpłatnie oświetlali pochodniami drogę przechodniom i pojazdom, a po przybyciu na miejsce gasili je w specjalnych gaśnikach. Były to kamienne stojaki z wykutymi okrągłymi wgłębieniami, gdzie przyduszano ogień.
Pochodnie stanowiące stałe oświetlenie były mocowane na murach budynków w specjalnych uchwytach wykutych w żelazie lub z brązu, w kształcie tulejki lub odwróconego stożka, lekko pochylone na zewnątrz. Nie był to jednak rozpowszechniony sposób oświetlenia w Polsce. Obecnie używa się ich do pochodów i demonstracji, w celach ozdobniczych lub w zawodach olimpijskich (pochodnia olimpijska).
W późniejszym czasie pochodnia przekształciła się w półpochodnię, a następnie w świecę.